# Løvernes Konge (film fra 2019)
 For alternative betydninger, se Løvernes Konge (flertydig). (Se også artikler, som begynder med Løvernes Konge)
Løvernes Konge er en amerikansk dramafilm fra 2019 instrueret af Jon Favreau og produceret af Walt Disney Pictures. Filmen er en fotorealistisk CGI-genindspilning af Disney-klassikeren af samme navn fra 1994. Planerne om en genindspilning af Løvernes Konge blev bekræftet i september 2016 efter Favreaus succesrige genindspilning af Junglebogen. Kontrakterne med de fleste stemmeskuespillere var klar i begyndelsen af 2017, og produktionen begyndte i Los Angeles senere samme år. Filmen havde premiere i Danmark den 17. juli 2019 og to dage senere i USA.
Filmen handler om den unge løve Simba i Afrika, der finder sin plads i "livets cirkel", mens han kæmper sig igennem forskellige forhindringer for at blive den retmæssige konge. Donald Glover, Seth Rogen, Chiwetel Ejiofor, Alfre Woodard, Billy Eichner, John Kani, John Oliver og Beyoncé Knowles-Carter leverer hovedpersonernes originale stemmer, mens James Earl Jones stemme til Mufasa.